# Hondo (Nouveau-Mexique)
Pour les articles homonymes, voir Hondo (homonymie).
Hondo est une localité américaine située dans le comté de Lincoln, au Nouveau-Mexique.